# Cơm 2000 đồng
Cơm 2000 đồng là những quán cơm tại Việt Nam bán dưới giá để giúp cho người nghèo có được một bữa ăn dinh đưỡng, đủ no, mà không cảm thấy là được bố thí và để lan tỏa lòng yêu thương giữa người với người.

## Xuất xứ và mục đích
Quán cơm 2.000 đầu tiên ra đời năm 2008 tại Lữ Gia (Phường 15, Quận 11, TPHCM), do chị Mai Anh là một thành viên của tổ chức từ thiện Người tôi cưu mang mở ra và quản lý. Mục đích là để giúp đỡ người nghèo có được một bữa ăn đàng hoàng trong thời buổi kinh tế khó khăn, mà không cả thấy là được bố thí. Anh Hồng Ánh, thành viên Ban quản trị, cho biết:
"Những bữa cơm 2.000 không chỉ giúp cho người nghèo có được một bữa no mà còn nuôi dưỡng, lan tỏa tình nhân ái, lòng yêu thương giữa con người với con người. Những giây phút được đối đãi tử tế tại quán sẽ làm cho họ cảm thấy ấm áp hơn. Họ tới ăn tại chỗ và ngồi cùng nhau trong một bàn, nhìn thấy và đồng cảm với những trường hợp như mình, hoặc cảm nhận mình may mắn hơn nhiều người để có thêm niềm tin yêu vào cuộc sống".
Quán cơm thứ hai do nhóm Người tôi cưu mang tổ chức chính thức khai trương vào ngày 5 tháng 9 năm 2009. Sau đó, nhóm mở thêm những quán khác tại Cần Thơ và Lâm Đồng (Đà Lạt). Năm 2012, nhà báo Nam Đồng và những người bạn mở thêm vài quán nữa cùng một ý tưởng trên địa bàn TPHCM... Những người đang tổ chức bữa cơm 2.000 mong muốn có thể xây dựng mô hình này như một thương hiệu chung của cộng đồng Việt, của những người biết quan tâm, giúp đỡ và chia sẻ.

## Hậu quả

### Tác dụng xấu

#### Ý kiến
Theo độc giả Nguyễn Quảng gửi bài lên cho BBC thì việc hình thành những quán phi vụ lợi kiểu này đưa đến tình trạng cạnh tranh bất bình đẳng đối với những quán cơm bình dân khác. Ngoài ra, nó tạo cơ hội cho người dân ở ngoài tỉnh vào kiếm việc, ăn ở bất hợp pháp, quá mức mà thành phố có thể tiếp nhận được.

#### Phản biện
Tiến sĩ Nguyễn Hồng Nga, Phó trưởng Khoa Kinh tế ĐH Kinh tế – Luật (ĐHQG TP.HCM) cho là số quán cơm 2.000 Đồng quá ít không ảnh hưởng mấy đến những quán cơm bình thường. Theo ông có những tác động tốt về mặt kinh tế, là "giúp người nghèo tiết kiệm được một số kinh phí để họ có thể đầu tư thêm cho con cái họ học tập hoặc thêm thuốc men cho chữa trị bệnh tật", tạo được niềm tin là có người quan tâm đến những người nghèo khổ, điều cần thiết để xây dựng một xã hội phồn vinh.
Thạc sĩ Xã hội học Nguyễn Thị Từ An, giảng viên Trường ĐH Bình Dương cho rằng, lao động ngoại tỉnh có một vai trò hết sức quan trọng trong sự phát triển kinh tế của thành phố. Những vấn đề xã hội liên quan nảy sinh, phải được xem xét từ nhiều phương diện khác nhau.